# هيرمان ك. بايهر
هيرمان ك. بايهر (بالإنجليزية: Herman C. Baehr)‏ هو سياسي أمريكي، ولد في 16 مارس 1866 في الولايات المتحدة، وتوفي في 4 فبراير 1942 في نفس البلد. حزبياً، نشط في الحزب الجمهوري.